# 처녀자리 엡실론
처녀자리 엡실론(ε Vir)은 황도대에 있는 처녀자리 방향에 있는 항성이다. 옛날부터 부르던 애칭으로 빈데미아트릭스가 있는데 이는 그리스어에서 기원하여 라틴어화된 단어로 '포도를 수확하는 자'라는 뜻이다. 겉보기등급은 2.8로 처녀자리의 별들 중 세 번째로 밝다. 히파르코스 미션 중 얻은 시차 자료로 계산한 이 별과 지구 사이 거리는 109.6 광년이다.
엡실론의 진화 단계는 거성으로 항성 분광형으로는 G8 III이다. 질량은 태양의 2.6배로 항성진화 단계상 중심핵에 있는 수소를 모두 태우고 부풀어오르고 있다. 이렇게 팽창한 엡실론의 지름은 태양의 10배나 되며 뿜는 에너지의 양은 태양의 77배 정도이다. 외곽 항성대기에섯 뿜어져 나오는 이 에너지의 유효 온도는 5086 켈빈으로 우리 눈에 노란색으로 빛나는 것처럼 보인다. 1943년 이래 이 별의 스펙트럼은 다른 별들의 분광형을 정하는 안정적인 기준점 역할을 해 왔다.